# Blanka, kći Karla IV. Lijepog
Blanka (1. travnja 1328. — 8. veljače 1382.) — poznata na francuskom kao Blanche de France — bila je francuska kraljevna i vojvotkinja Orléansa. Njezini su roditelji bili kralj Karlo IV. Lijepi i njegova treća supruga, Ivana d'Évreux, koja je Blanku rodila nakon Karlove smrti. Blankin je djed bio Filip IV. Lijepi.
Dana 18. siječnja 1345., Blanka se udala za svog bratića, vojvodu Filipa, čiji je otac bio Filip VI. Sretni. Blanka i njezin suprug nisu imali djece te je nakon Filipove smrti njegovo imanje postalo kraljevski posjed.
Blanka je pokopana u bazilici svetog Denisa.